# Сертолово
Се́ртолово (фин. Sierattala) — город (с 1998) во Всеволожском районе Ленинградской области. Центр Сертоловского городского поселения.

## Название
Название Сертолово город «позаимствовал» у деревни, получившей имя от реки Сироталы, текущей в районе Сертолова-2.
Деревня Сиротала известна с начала XVI века, впервые упоминается в Писцовой книге Водской пятины 1500 года как «деревня Сиротала на речке на Сиротале».
Топоним прибалтийско-финского происхождения, предположительно, происходит от слов siro — «изящный» и talo — «дом», «усадьба».

## История
Деревня Сиротала относилась к волости Тимофеевская Грузова, Воздвиженскому Корбосельскому погосту Ореховского присуда (уезда) Карельской половины Водской пятины Великого Новгорода.
Вскоре после Смутного времени, по итогам русско-шведской войны, край в 1617 году по Столбовскому договору отошёл к Швеции. Шведы переселяли сюда финноязычных лютеран савакотов и эвремейсов. Край стал называться Ингерманландией.
Первое картографическое упоминание Сертолова — селение Serodatala, на «Карте Ингерманландии: Ивангорода, Яма, Копорья, Нотеборга», в 1676 году.
Пётр I объявил войну Швеции. Северная война закончилась установлением «вечного мира» между Швецией и Россией. Край вновь был возвращён России.
Деревня Сертолова на одноимённой реке, упоминается на «Карте окружности Санкт-Петербурга» 1810 года.

СЕРТОЛОВО — деревня принадлежит Лопухиной, княгине действительной статской советнице, жителей по ревизии 32 м. п., 35 ж. п. (1838 год)

На этнографической карте Санкт-Петербургской губернии П. И. Кёппена 1849 года она обозначена как деревня «Sierattala», расположенная в ареале расселения эвремейсов. В пояснительном тексте к этнографической карте указано количество её жителей на 1848 год: эвремейсов — 32 м. п., 44 ж. п., всего 76 человек.

СЕРТОЛОВО — деревня гр. Левашёвой по Выборгскому почтовому тракту, 13 дворов, 32 души м. п. (1856 год)

Согласно «Топографической карте частей Санкт-Петербургской и Выборгской губерний» в 1860 году деревня Сертолово насчитывала 13 дворов.
В канун реформы 1861 года Серталово (в некоторых источниках — Сертолово) вместе с другими деревнями принадлежала графине Авдотье Левашовой.

СЕРТОЛОВО — деревня владельческая при речке безымянной; 13 дворов, жителей 32 м. п., 39 ж. п. (1862 год)

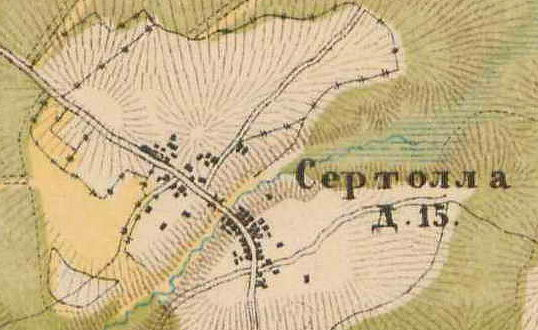
План деревни Сертолла (Сертолово). 1885 год

В 1885 году деревня Сертолла насчитывала 15 дворов.

СЕРТАЛОВО — деревня Юкковского сельского общества; 19 дворов, 72 м. п., 81 ж. п., всего 153 чел. (1896 год)

В 1896 году Осинорощинская волость насчитывала 30 населённых пунктов.
В конце XIX — начале XX века деревня административно относилась к Осинорощинской волости 3-го, а затем 2-го стана Санкт-Петербургского уезда Санкт-Петербургской губернии, и считалась опасным местом из-за грабителей на лесных дорогах, в особенности так называемая Сертоловская ложбина.

СЕРТОЛОВО — селение Юкковского сельского общества Осинорощинской волости, число домохозяев — 21, наличных душ — 111; количество надельной земли — 113 дес. 1800 саж. (1905 год)

В 1908 году в деревне проживали 237 человек, 24 из них это дети школьного возраста (от 8 до 11 лет).
В 1909 году в деревне Сертолово было 19 дворов.
В 1924 году Петроградская губерния стала Ленинградской, а 1 августа 1927 года была создана Ленинградская область, в состав которой вошло Сертолово.

СЕРТОЛОВО — деревня Лупполовского сельсовета Парголовской волости, 40 хозяйств, 157 душ.

Из них: русских — 3 хозяйства, 4 души; финнов-ингерманландцев — 32 хозяйства, 144 души; финнов-суоми — 4 хозяйства, 8 душ; эстов — 1 хозяйство, 1 душа. (1926 год)

По административным данным 1933 года деревня Сертолово относилась к Лупполовскому сельсовету Куйвозовского финского национального района.
Современное Сертолово основано в 1936 году как военный городок в приграничной зоне на месте бывшей ингерманландской деревни, жители которой были депортированы. Цель основания — усиление обороны северо-западной границы СССР.

СЕРТОЛОВО — деревня Лупполовского сельсовета, 242 чел. (1939 год)

Куйвозовский финский национальный район и Лупполовский финский национальный сельсовет были ликвидированы весной 1939 года.

Сертолово на карте 1939 года

Согласно топографической карте РККА 1939 года деревня насчитывала 41 двор.
В 1940 году деревня Сертолово насчитывала 30 дворов.
Во время Великой Отечественной войны на территории деревни Сертолово располагались тылы артиллерийских частей, военные склады, госпитали:
- эвакуационный госпиталь № 2081
- хирургические полевые подвижные госпитали № 253, 3549, 5477, 5479
- терапевтический полевой подвижный госпиталь № 5480[29]

В начале 1944 года в казармах военного городка Сертолово-2 были размещены курсы младших лейтенантов 23-й армии. В июне 1944 года 63-я гвардейская стрелковая дивизия в составе 30-го гвардейского стрелкового корпуса 23-й армии начала наступление на противника с рубежей посёлка. Командовал 30-м гвардейским стрелковым корпусом бывший командир дивизии генерал Н. П. Симоняк. Дивизия, выполнив поставленную задачу по освобождению Карельского перешейка и Прибалтики, в 1945 году возвратилась в Сертолово.
В 1954 году Сертолово из Парголовского перешло в состав Всеволожского района Ленинградской области.
В 1958 году население деревни Сертолово составляло 1877 человек.
По данным 1966 года посёлки 1-е и 2-е Сертолово находились в составе Чернореченского сельсовета.
- В 1936—1937 годах в Сертолово-1 и Сертолово-2 стали прибывать воинские части 70-й стрелковой дивизии: артиллерийский полк (расквартирован в Чёрной Речке), танковый батальон (Сертолово-1), стрелковый полк (Сертолово-2).
- После войны в Сертолове осталось 5 четырёхэтажных домов, частные домики и землянки.
- С 1945 по 1950 год были построены 36 индивидуальных домов.
- С 1957 по 1960 год было построено 24 четырёхэтажных дома и 4 шестнадцатиквартирных дома.
- В 1966 году началось строительство типовых домов.
- В 1968 году началась газификация посёлка.
- В 1969 году были оборудованы две скважины и посёлок получил круглосуточное снабжение водой. В том же году в Сертолово подаётся невская вода.
- С 1977 по 1998 год — посёлок городского типа.

### Муниципальное образование
Муниципальное образование Сертолово было создано в декабре 1996 года, а в 1998 году Сертолово было отнесено к городам областного подчинения.
27 декабря 2000 года был утверждён герб Сертолова (Государственный геральдический регистр, № 717):
«В лазоревом (синем, голубом) поле золотая сосна с четырьмя корнями, переплетёнными с серебряным мечом, положенным в пояс».

### Присвоение статуса города
27 октября 1998 года Законодательным собранием Ленинградской области был принят областной закон № 40-оз «Об отнесении посёлка Сертолово Всеволожского района к категории городов областного подчинения». 7 декабря 1998 года он был подписан исполняющим обязанности губернатора Ленинградской области Валерием Павловичем Сердюковым. Так Сертолово получило статус города. Этим же законом в состав города Сертолово были включены посёлок Сертолово-1 (третий городок), посёлок Сертолово-2, деревня Сертолово-2 и деревня Чёрная Речка.
25 мая 2010 года Законодательным собранием Ленинградской области был принят областной закон № 32-оз «Об административно-территориальном устройстве Ленинградской области и порядке его изменения», согласно которому в состав Сертоловского городского поселения вошёл посёлок Западная Лица.

## География
Город расположен в северо-западной части района на автодороге 41А-180 (Парголово — Огоньки) в месте пересечения её автодорогой 41К-074 (Песочный — Киссолово).
Расстояние до районного центра — 53 км.
Через город протекает Сертоловский ручей.

## Демография
| 1838    | 1848    | 1862    | 1896    | 1905    | 1926    | 1939    | 1958    | 1969    | 1974    | 1976    |
| ------- | ------- | ------- | ------- | ------- | ------- | ------- | ------- | ------- | ------- | ------- |
| 67      | ↗76     | ↘71     | ↗153    | ↘111    | ↗157    | ↗242    | ↗1877   | ↗3213   | ↗4900   | ↗6350   |
| 1979    | 1984    | 1988    | 1989    | 1997    | 1998    | 2000    | 2001    | 2002    | 2003    | 2005    |
| ↗8982   | ↗10 850 | ↗14 600 | ↗17 705 | ↗28 300 | ↗29 200 | ↗30 700 | ↗31 000 | ↗38 444 | ↘38 400 | ↗40 100 |
| 2006    | 2007    | 2008    | 2009    | 2010    | 2011    | 2012    | 2013    | 2014    | 2015    | 2016    |
| ↗41 300 | →41 300 | ↗42 300 | ↗43 124 | ↗47 457 | ↗47 500 | ↗48 400 | ↗49 172 | ↗50 447 | ↗50 899 | ↗51 090 |
| 2017    | 2018    | 2019    | 2020    | 2021    | 2023    | 2024    | 2025    |         |         |         |
| ↗51 307 | ↗52 535 | ↗54 497 | ↗56 620 | ↗68 241 | ↗70 921 | ↗71 614 | ↗72 273 |         |         |         |

На 1 января 2025 года по численности населения город находился на 225-м месте из 1124 городов Российской Федерации.
Значительную часть населения составляют военнослужащие и члены их семей: в Сертолове дислоцированы несколько учебных воинских частей (467-й окружной учебный центр Западного военного округа): учебный мотострелковый полк, учебный танкоремонтный батальон и другие части.
Национальный состав
Согласно данным Всероссийской переписи населения 2021 года в городе проживали 68 241 человек, из них:
 русские — 59 452, украинцы — 905, татары — 398, армяне — 388, белорусы — 358, узбеки — 286, таджики — 113, азербайджанцы — 105, башкиры — 74, немцы — 68, казахи — 66, молдаване — 66, евреи — 60, грузины — 49, чуваши — 42, осетины — 29, киргизы — 26, карелы — 24, мордва — 23, удмурты — 23, даргинцы — 22, поляки — 22, финны — 18, марийцы — 17, аварцы — 16, корейцы — 16, лезгины — 16, чеченцы — 15, греки — 13, адыгейцы — 12, ингуши — 12, кабардинцы — 11, крымские татары — 11, кумыки — 11, казаки — 10, турки — 10, болгары — 9, арабы — 8, гагаузы — 8, литовцы — 8, абхазы — 7, коми — 7, табасараны — 7, латыши — 6, черкесы — 6, калмыки — 5, эстонцы — 5, буряты — 4, лакцы — 4, туркмены — 4, испанцы — 3, итальянцы — 3, коми-пермяки — 3, тувинцы — 3, хакасы — 3, якуты — 3, агулы — 2, алтайцы — 2, водь — 2, мордва-мокша — 2, ногайцы — 2, французы — 2, ханты — 2, цыгане — 2, алеуты — 1, американцы — 1, афганцы — 1, балкарцы — 1, езиды — 1, каракалпаки — 1, карачаевцы — 1, курды — 1, манси — 1, русины — 1, рутульцы — 1, саамы — 1, чехи — 1, шорцы — 1, эвенки — 1, другие национальности — 801 человек, остальные национальность не указали.

## Экономика

### Промышленность
- ПАО «ЛСР. Стеновые материалы»
- ЗАО «Мир Упаковки»
- ООО «ЦБИ» — добыча и доставка песка
- ООО «Ориент Продактс»
- ООО «Бетон-Стандарт» — производство ЖБИ и товарного бетона

### Потребительский рынок
В городе действуют продовольственные торговые сети: Пятёрочка, Дикси, Магнит, Верный, РеалЪ, Семишагофф. В центре города находится рынок.

### Финансовые услуги
Филиалы «Сбербанк», «Почта Банк», «Юнистрим».

### Строительство
По состоянию на 2022 год, в городе были построены жилые комплексы: «Новое Сертолово», «Золотые купола», «Отражение», «Чистый ручей».

## Социальная сфера

### Здравоохранение
В городе действует ГБУЗ ЛО «Сертоловская городская больница», которая включает в себя взрослую и детскую поликлиники, стоматологию, стационар дневного пребывания и офис врача общей практики в микрорайоне Чёрная речка. С 2020 года «Сертоловская городская больница» размещается в новом корпусе.
В 2020 году открыт первый из семи корпусов нового больнично-поликлинического комплекса.

### Образование
По состоянию на 2022 год, в городе действуют 3 общеобразовательные школы, 4 детских сада комбинированного вида и 3 учреждения дополнительного образования.
Учреждения среднего профессионального образования и высшие учебные заведения в городе отсутствуют.

## Культура

### Храмы и церкви
На территории города расположен деревянный храм Преподобного Сергия Радонежского, построенный в 2003 году.

### Памятники
- Памятник воинам, погибшим в локальных войнах и военных конфликтах. Открыт в феврале 2013 года[64]
- Памятник Герою Российской Федерации Д. С. Кожемякину. Открыт 5 ноября 2020 года[65].

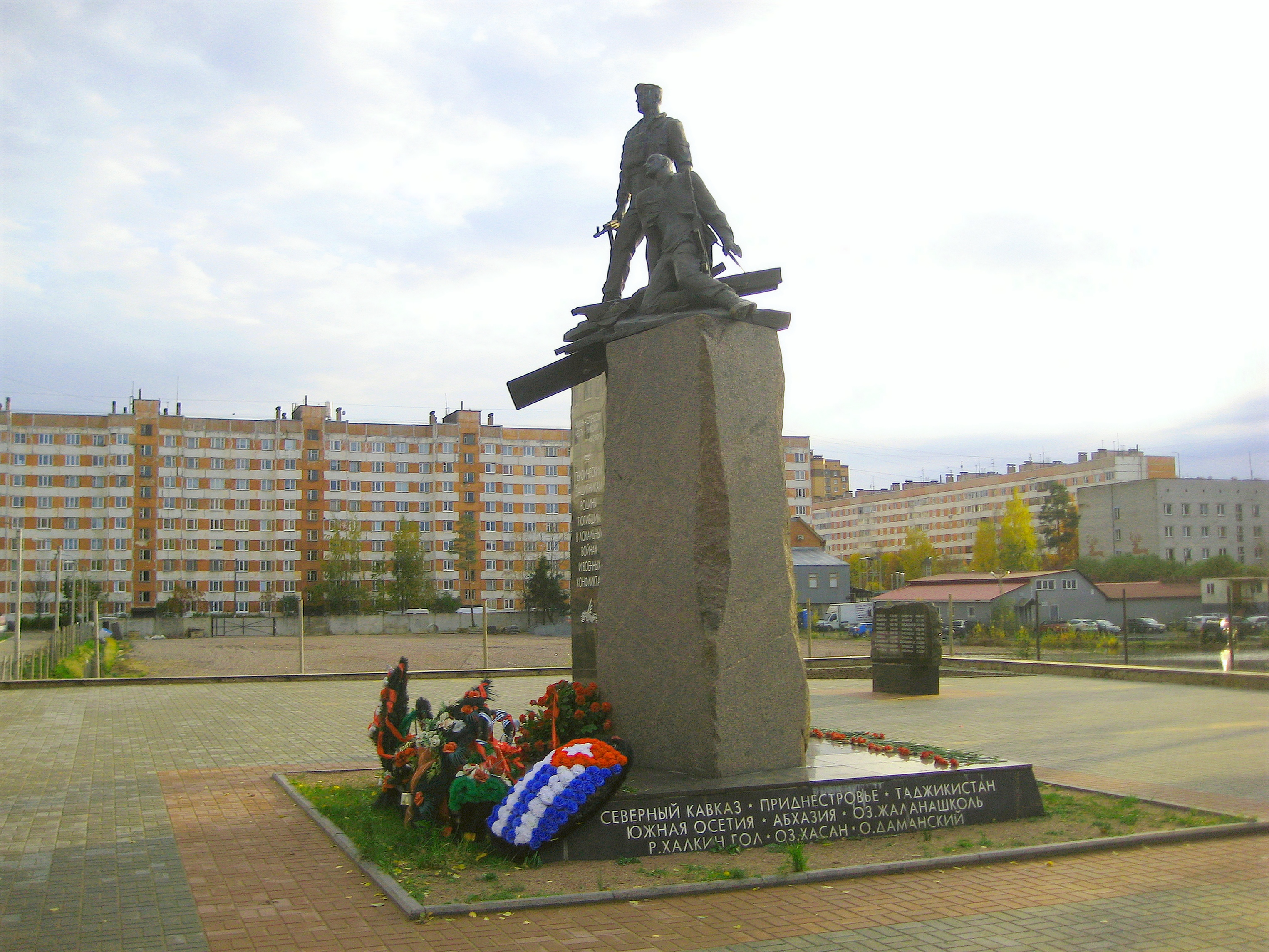
Мемориал воинам-интернационалистам
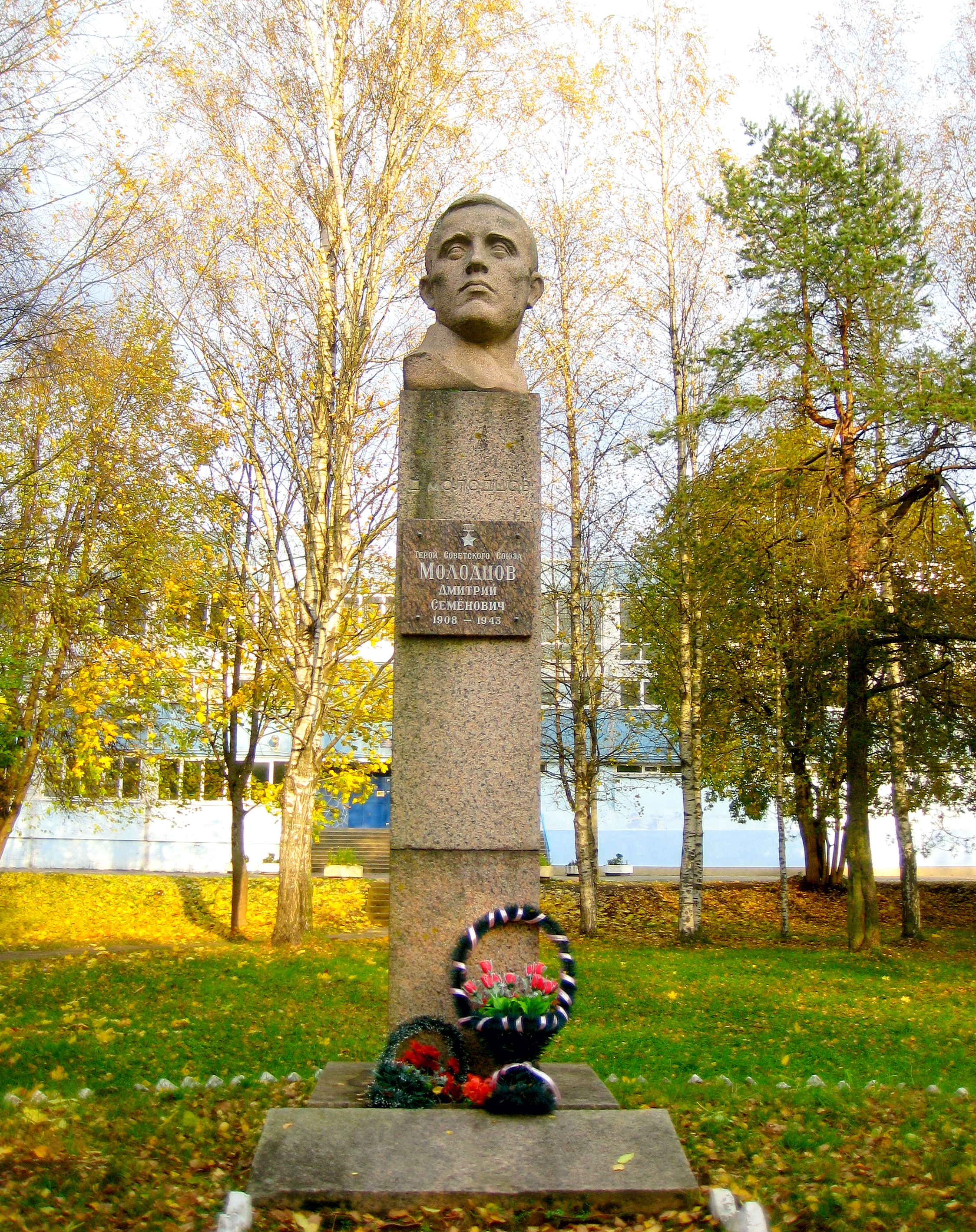
Памятник Герою Советского Союза Д. С. Молодцову
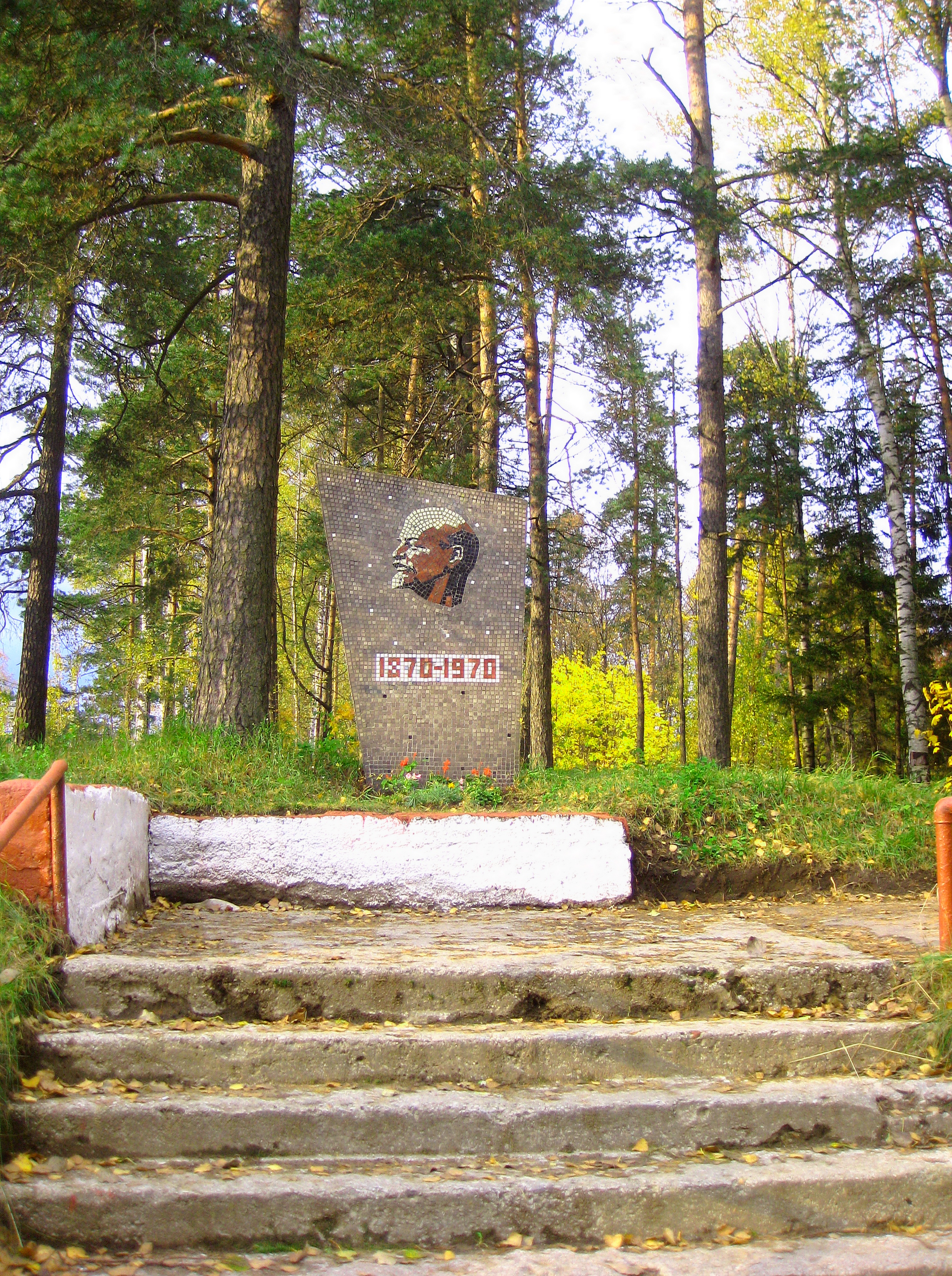
Памятник-стела В. И. Ленину
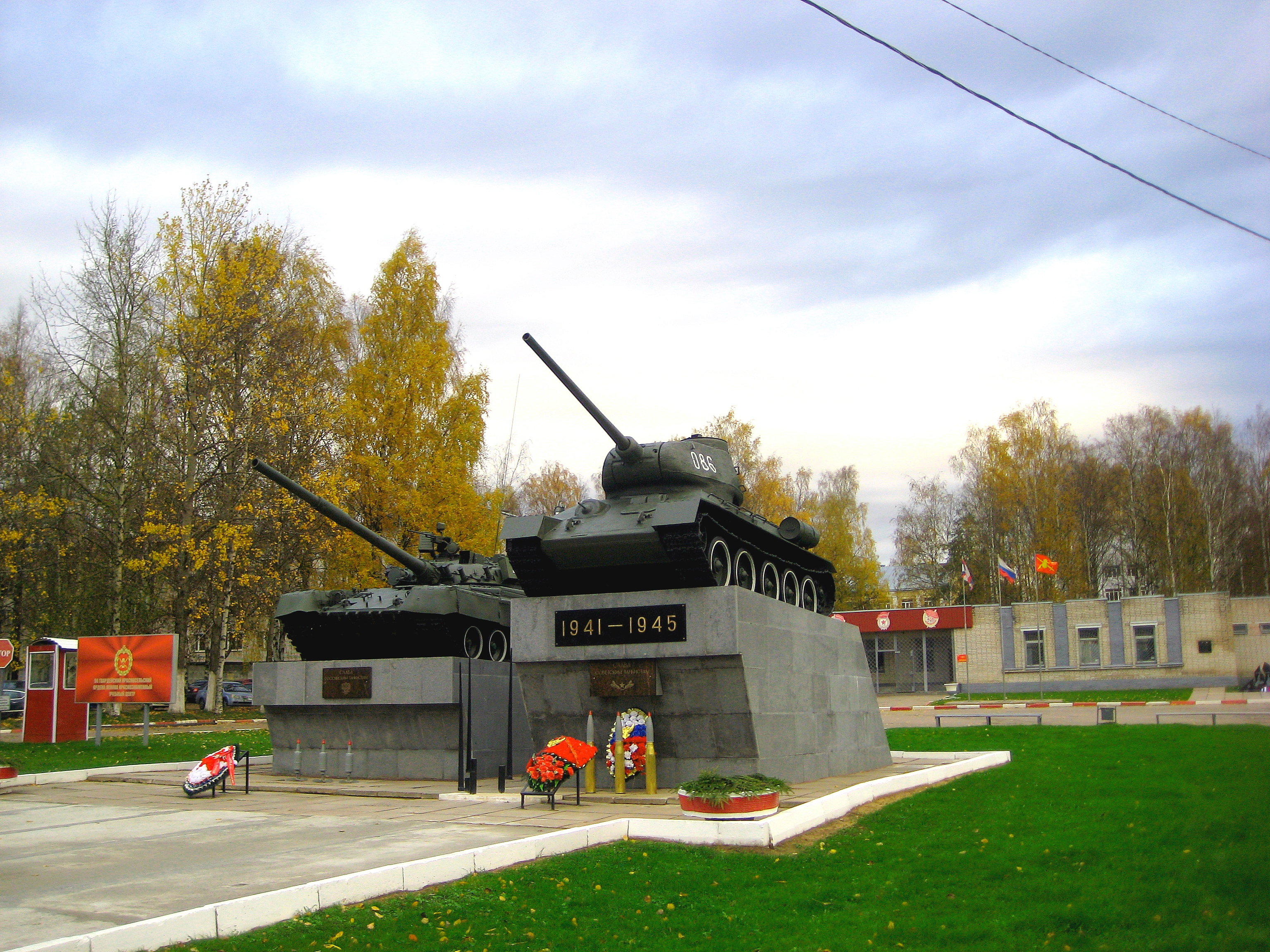
Танки Т-34 и Т-80 на постаментах
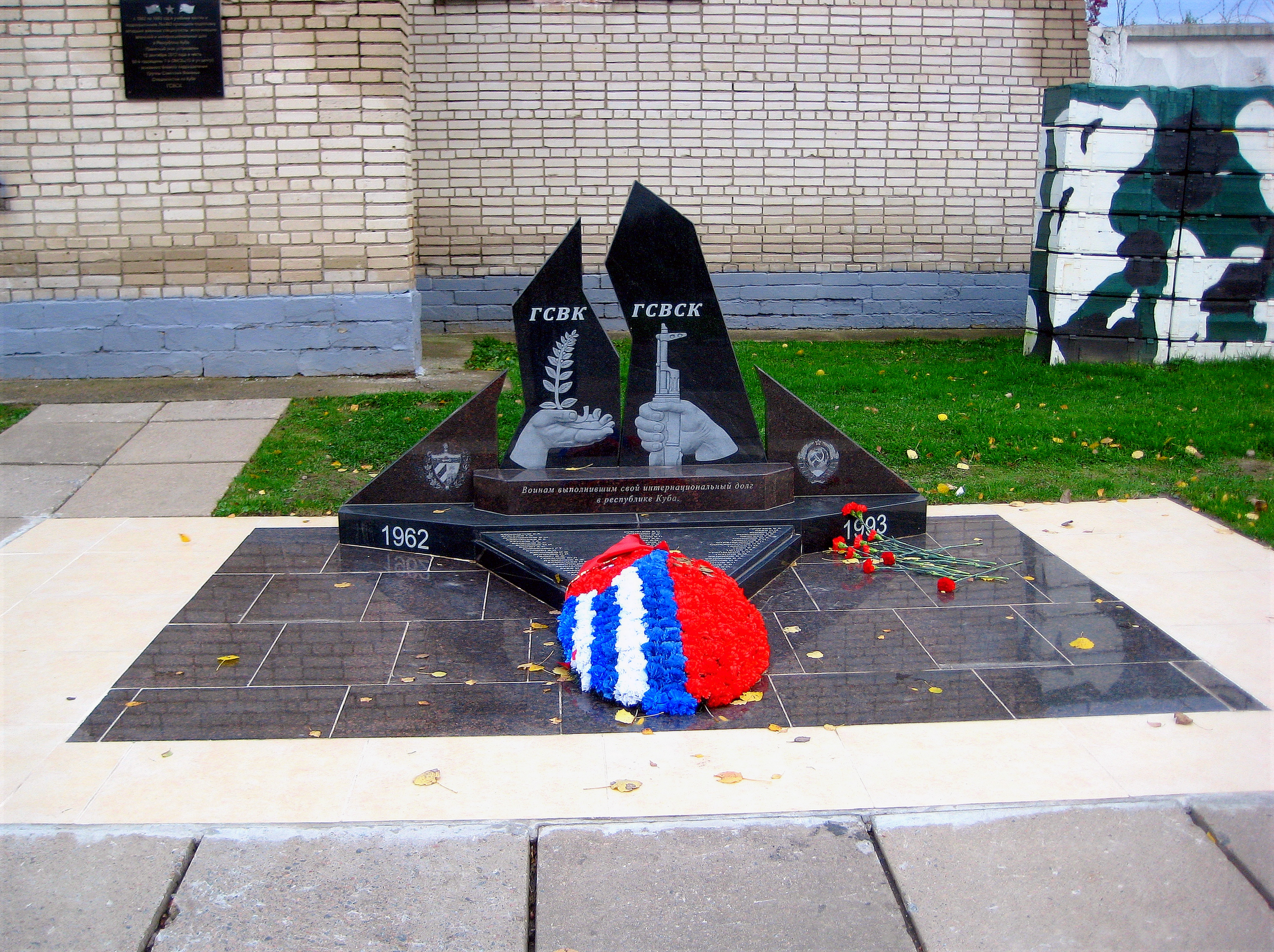
Памятник воинам, выполнившим свой интернациональный долг в Республике Куба

## Спорт
В городе расположен физкультурно-оздоровительный комплекс (ФОК), к которому примыкает стадион с искусственным футбольным полем и беговыми дорожками.
Ежегодно проводится открытое первенство муниципального образования Сертолово по футболу.

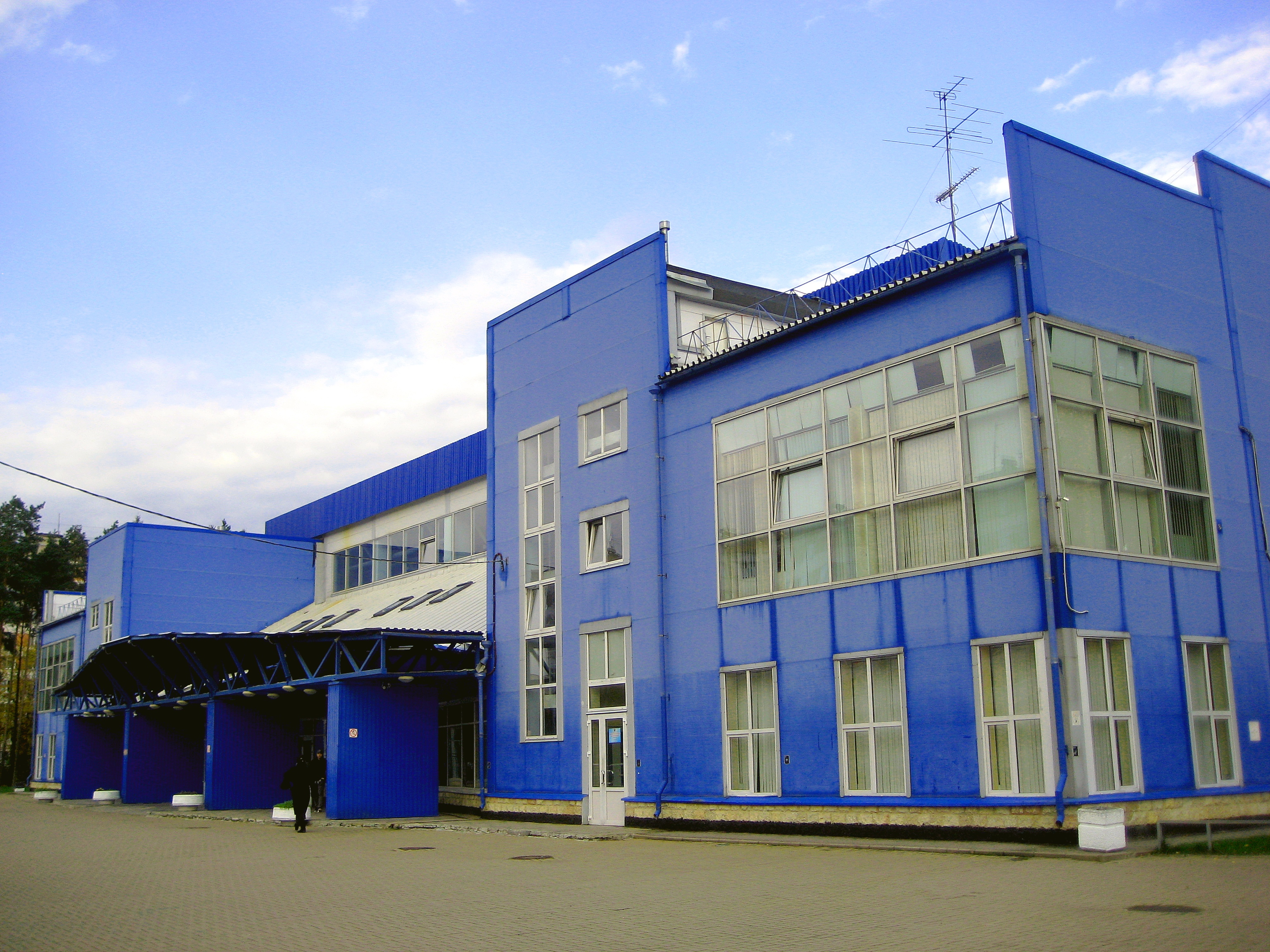
Физкультурно-оздоровительный комплекс

## СМИ
В городе выпускается газета «Петербургский рубеж».

## Транспорт
Действуют следующие автобусные маршруты Ленинградской области:
| №    | Конечная остановка 1                               | Конечная остановка 2               | Примечания |
| ---- | -------------------------------------------------- | ---------------------------------- | --- |
| 434  | 41-й км Выборгского шоссе                          | Проспект Просвещения               | Маршрут Всеволожского района                                                                                        |
| 439  | Сертолово, Тихвинская улица (ЖК «Новое Сертолово») | Парнас                             | Маршрут Всеволожского района                                                                                        |
| 444  | Сертолово-2                                        | Проспект Просвещения               | Маршрут Всеволожского района                                                                                        |
| 447  | Агалатово                                          | Платформа Песочная                 | Маршрут Всеволожского района                                                                                        |
| 555А | Сертолово, улица Ларина                            | Проспект Просвещения               | Маршрут Всеволожского района                                                                                        |
| 625  | Всеволожск, вокзал                                 | Сертолово, микрорайон Чёрная Речка | Маршрут Всеволожского района                                                                                        |
| 671  | Сертолово, ЖК «Чистый Ручей»                       | Рентгенорадиологический институт   | Маршрут Всеволожского района                                                                                        |
| 673  | Сертолово, Тихвинская улица (ЖК «Новое Сертолово») | Озерки                             | Маршрут Всеволожского района                                                                                        |
| 675  | Первомайское                                       | Парнас                             | Маршрут Выборгского района                                                                                          |
| 676  | Сертолово, ЖК «Золотые купола»                     | Проспект Просвещения               | Маршрут Всеволожского района                                                                                        |
| 679  | Красная Долина                                     | Парнас                             | Проходит по Ленинградской улице (Песочное шоссе), соприкасается с южной границей города; маршрут Выборгского района |
| 680  | Рощино, пансионат «Райвола»                        | Проспект Просвещения               | Проходит по Ленинградской улице (Песочное шоссе), соприкасается с южной границей города; маршрут Выборгского района |

Город Сертолово также обслуживается автобусными маршрутами города Санкт-Петербурга. В отличие от маршрутов Ленинградской области, с 2022 года в автобусах коммерческих перевозчиков города Санкт-Петербурга оплата наличными средствами не принимается, возможна активация отложенного пополнения карты «Подорожник».
| №    | Конечная остановка 1     | Конечная остановка 2                         | Примечания                                                                              |
| ---- | ------------------------ | -------------------------------------------- | --------------------------------------------------------------------------------------- |
| 84   | Платформа Песочная       | Новосёлки, Карьер                            |                                                                                         |
| 109  | Платформа Песочная       | Озерки                                       | Проходит по Ленинградской улице (Песочное шоссе), соприкасается с южной границей города |
| 109Б | Западная Лица            | Озерки                                       | Проходит по Ленинградской улице (Песочное шоссе), соприкасается с южной границей города |
| 110  | Танковый военный городок | Озерки                                       | Проходит по Ленинградской улице (Песочное шоссе), соприкасается с южной границей города |
| 259  | Озерки                   | Платформа Дибуны                             | Проходит по Ленинградской улице (Песочное шоссе), соприкасается с южной границей города |
| 435  | Улица Жени Егоровой      | Елизаветинка                                 |                                                                                         |
| 497  | Платформа Песочная       | Сертолово, микрорайон Чёрная Речка           |                                                                                         |
| 555  | Придорожная аллея        | 45 км автодороги «СПб — Парголово — Огоньки» | Сезонный маршрут (летний, май—октябрь)                                                  |

Планируется создание железнодорожного сообщения между Санкт-Петербургом (Финляндский вокзал) и Сертоловом к 2024 году.

## Улицы города
- микрорайон Сертолово-1: Ветеранов, Восточно-Выборгское шоссе, Выборгская, Дмитрия Кожемякина, Заречная, Индустриальная, Кленовая, Ларина, Ленинградская, Лесной переулок, Молодёжная, Молодцова, Нахимовская, Парковая, Парковый проезд, Песочная, Пограничная, Сосновая, Центральная, Школьная, Шоссейная[84]
- микрорайон Сертолово-2: Берёзовая, Деревенская, Кореловский переулок, Мира, Садовая, Свирская, Тихвинская, Юбилейная[85]
- микрорайон Модуль: 2-й квартал, Благодатная, Восточно-Выборгское шоссе, Дачная, Дачный переулок, Зелёная, Озёрная, Связистов, Солнечная, Тенистая, Цветочная, Широкая[86]
- микрорайон Чёрная Речка: Верная, Ветеранов, Героев Семёрки, Златоглавая, Любимая, Оптимистов, площадь Согласия[87]

## Оценки
Согласно исследованию РБК, в 2014 году в Сертолове был зафиксирован самый низкий уровень безработицы в России: на 10 тысяч трудоспособных приходился всего один безработный.

## Международное сотрудничество

### Города-побратимы
- Брест, Беларусь (26.07.2025)[89]